# Europarlamentari della Finlandia della IV legislatura
Gli europarlamentari della Finlandia della IV legislatura, eletti in occasione delle elezioni europee del 1996, furono i seguenti.

## Composizione storica
| Europarlamentare           | Lista                                | Gruppo |
| -------------------------- | ------------------------------------ | ------ |
| Sirkka-Liisa Anttila       | Partito di Centro Finlandese         | ELDR   |
| Jörn Johan Donner          | Partito Socialdemocratico Finlandese | PSE    |
| Heidi Hautala              | Lega Verde                           | GV     |
| Raimo Ilaskivi             | Partito di Coalizione Nazionale      | PPE    |
| Marjo Matikainen-Kallström | Partito di Coalizione Nazionale      | PPE    |
| Riitta Myller              | Partito Socialdemocratico Finlandese | PSE    |
| Outi Ojala                 | Alleanza di Sinistra                 | GUE    |
| Jyrki Otila                | Partito di Coalizione Nazionale      | PPE    |
| Reino Paasilinna           | Partito Socialdemocratico Finlandese | PSE    |
| Pertti Paasio              | Partito Socialdemocratico Finlandese | PSE    |
| Kirsi Katariina Piha       | Partito di Coalizione Nazionale      | PPE    |
| Mirja Ryynänen             | Partito di Centro Finlandese         | ELDR   |
| Esko Seppänen              | Alleanza di Sinistra                 | GUE    |
| Astrid Thors               | Partito Popolare Svedese             | ELDR   |
| Paavo Väyrynen             | Partito di Centro Finlandese         | ELDR   |
| Kyösti Virrankoski         | Partito di Centro Finlandese         | ELDR   |

## Modifiche intervenute

### Partito di Centro Finlandese
- In data 13.04.1999 a Sirkka-Liisa Anttila subentra Samuli Pohjamo.

### Partito di Coalizione Nazionale
- In data 13.04.1999 a Kirsi Katariina Piha subentra Ritva Tellervo Laurila.

### Alleanza di Sinistra
- In data 13.04.1999 a Outi Ojala subentra Inna Ilivitzky.